# Brunellia amayensis
Brunellia amayensis är en tvåhjärtbladig växtart som beskrevs av C.I. Orozco. Brunellia amayensis ingår i släktet Brunellia och familjen Brunelliaceae. Inga underarter finns listade i Catalogue of Life.